# Wattignies
Wattignies (Wattenijs em holandês) é uma comuna francesa, situada no departamento do Norte (59) na região de Altos da França.

## Geografia

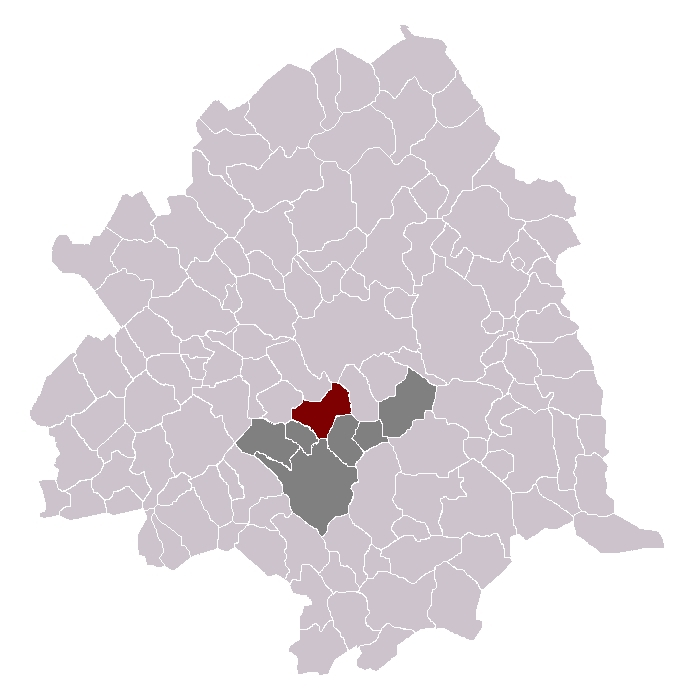
Wattignies em seu cantão e seu arrondissement.

### Situação
Wattignies está localizado no sudoeste da aglomeração de Lille, no cantão de Seclin-Nord. Faz fronteira com Lille, Faches-Thumesnil, Templemars, Seclin, Noyelles-lez-Seclin, Emmerin e Loos-lez-Lille. Localizado no Mélantois, na Flandres romana.

### Comunicações
Perto das autoestradas A1 e A 25.
O cruzamento da linha 1 do metrô VAL desde a última estação Calmette perto do centro hospitalar regional com uma grande linha de ônibus ("Creeper 2") circular em torno de Lille, que conecta 14 comunas é efetuada desde o dia 27 de agosto de 2012. Esta "junção" é consistente com o projeto Eurasanté ao sul de Lille e com uma ligação em alça para o Aeroporto de Lille - Lesquin.

## História

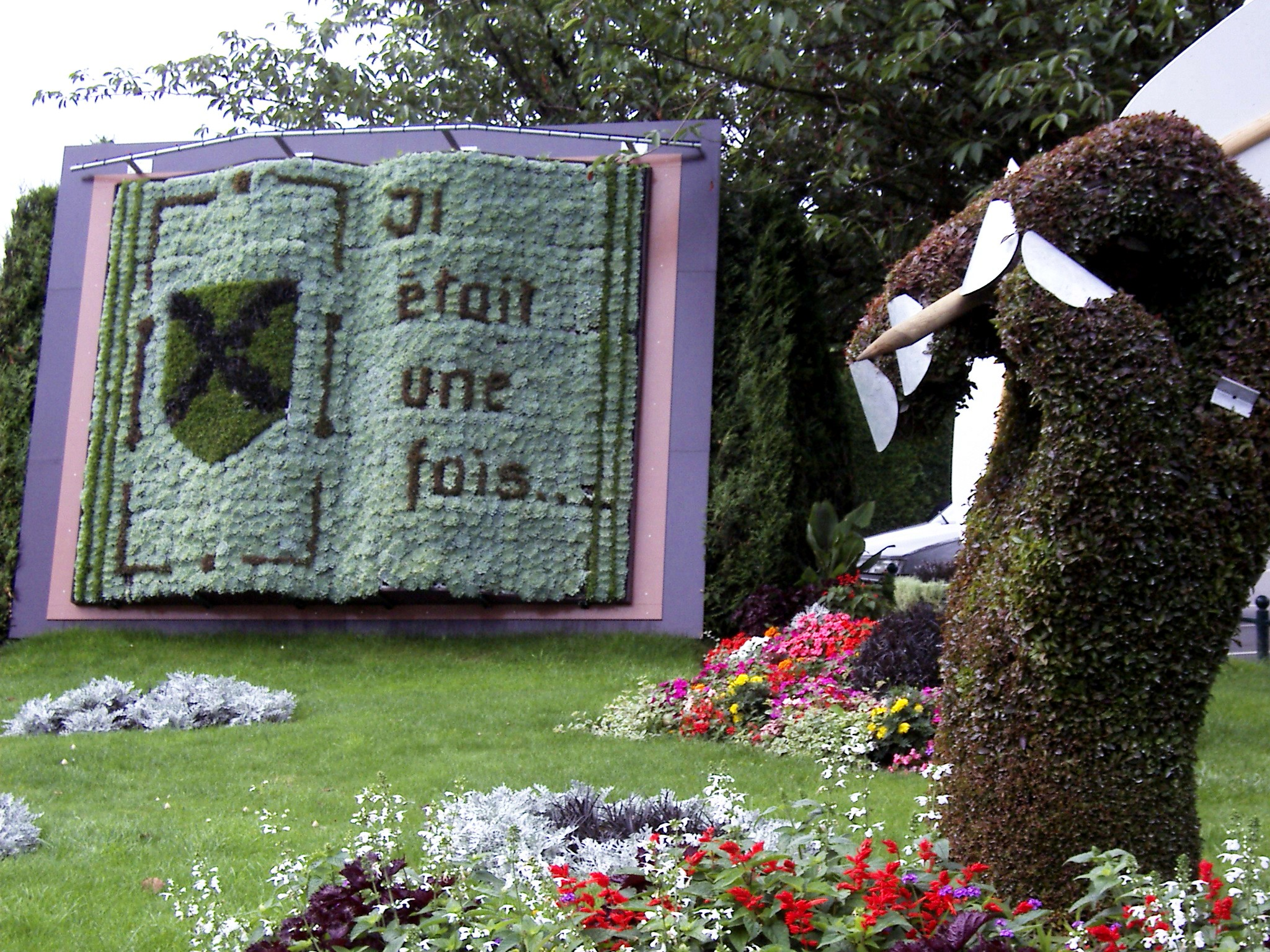
Il était une fois... (Era uma vez...)

A existência da cidade é atestada desde 1076 sob o nome de "Watteniis". Wattignies tem várias características históricas.
A capela da igreja de Saint-Lambert, construída em estilo pré-gótico (ligação entre o românico e o gótico) ao retorno dos cruzados da 2ª Cruzada (Balduíno de Flandres por volta de 1100), seria a mais antiga no norte de Paris (século XII). O vitral central da capela poderia ser anterior àquelas da Sainte-Chapelle de Paris (por volta de 1240, sob São Luís).
De acordo com a mesma pesquisa, um primeiro castelo feudal do século XII teria sido construído sobre a colina existente na altura da praça de Wattignies (rebaixado depois), uma pequena porta da capela (lado direito) com vista para o pequeno castelo, praça-forte destruída em data desconhecida (por volta de 1550/1600, e em todo caso após a construção da torre do sino de 1550). Uma conferência da história foi dada no dia 30 de janeiro de 2010 em Wattignies, organizada pela associação local Wattignies Pas à Pas, na frente de 60 pessoas, incluindo o prefeito da cidade. O conferencista apresentou vários itens, indicando a possível presença de um tesouro que teria sido colocado na cripta da capela pré-gótica da igreja de Wattignies, essa construída por volta de 1130, com o retorno dos cruzados da 1ª cruzada (1099). Sua demonstração, envolvendo uma abordagem às vezes arquitetônica (altura da abóbada), histórica, política e genealógica (os Lannoy e os senhores de Wavrin, Senescais no século XII/XIII do conde de Flandres, tendo direito de alta justiça (pendência). Esta cripta teria sido camuflada em uma data desconhecida, e por uma razão desconhecida, provavelmente para arrumar objetos preciosos (ref-Cruz de Wattignies), e o arquivamento de documentos. Uma simples verificação com um radar de solo (tipo usado nas indústrias BTP para as canalizações enterradas) deve validar ou invalidar rapidamente e facilmente esta teoria da cripta camuflada, antes de transmitir a informação (se houver o caso) do serviço regional de arqueologia (SRA Villeneuve d'Ascq).
Um segundo castelo foi construído a cerca de 500 metros do local do primeiro (durante um período longo e confuso, entre 1615 e 1640), por Philippe de Kessel, senhor de Wattignies a partir de 1610, e o seu primeiro jardim desenhado em 1635 pelo jovem André Le Nôtre futuro jardineiro de Luís XIV. Subsiste do castelo (destruído pelo incêndio em 1929 e substituído pelo CREPS em 1960), o teatro de verdura do século XVII, o portão monumental do século XVII que dá na  chamada de Marlborough (cerco de 1708) e 4 vasos Médicis precursores dos vasos de Vaux-le-Vicomte (1645) e os de Versalhes (1660/1680). Também subsistem a horta do século XVII com a casa do comissário datando de 1830 , em estilo picardo (telhado de ardósia), que abrigava os estábulos do castelo. O castelo foi uma versão reduzida do Castelo de Cheverny (parte central), de acordo com os planos que datam da mesma época (logo após a morte do rei Henrique IV em 1610).
Em 1708, Wattignies foi o local da batalha decisiva perdido pelos Franceses contra o duque de Marlborough que realizou o cerco de Lille defendida pelo marechal de Boufflers. Wattignies sendo a dobradiça oeste da defesa do dispositivo dos Ingleses em forma de arco de círculo a partir de Wattignies a Cysoing por depender de dois rios (o Deûle a oeste, e o Marque a leste). A parte Sudoeste da Wattignies contendo pântanos (daí o bairro "le Marais"), a área de trincheiras iniciada a partir da estrada do castelo de Wattignies chamada no campo de batalha com vista para um suave declive para o sul, onde estavam os Franceses. Uma vitória em Wattignies teria permitido os Franceses terem acesso ao caminho enterrado de Loos-lez-Lille (rota de "l'Epil de Soil") para chegar, protegidos por taludes, as valas Inglesas circundando a cidade de Lille. A queda de Lille, em outubro de 1708 para a cidade e em dezembro de 1708 para a cidadela, permitiu a Marlborough de tirar uma a uma todas as fortalezas de Flandres (Oudenaarde, Gante). Isso amenizou Luís XIV a assinar o primeiro Tratado de Utrecht (1713) , que deu a Acádia canadense para os Ingleses, porta de entrada do São Lourenço. A tradição oral local, após a batalha de 1793, atribui a denominação de "Wattignies la défaite" ao Wattignies de Lille.
A seção da linha Paris - Lille, passando pelo território da comuna, foi inaugurada pela Compagnie des chemins de fer du Nord em 1846. Em 1866, a 27ª estação da linha é a Estação de Seclin e a 28ª é a Estação ferroviária de Lille, não há estação para servir a vila de Templemars (866 habitants) e do grande burgo de Wattignies (2233 hab). A passagem da ferrovia na comuna mobilizou os habitantes e membros do conselho municipal, em 1877, uma comissão é iniciada para abrir com êxito uma parada de viajantes. A Parada de Wattignies é aberta, na comuna de Templemars, em 3 de novembro de 1879 perto da passagem de nível de Amiteuse.
O porão de Wattignies contém uma rede de pedreiras subterrâneas de giz (conhecidas como pedra da Lezennes para a construção em ""). Desde tempos imemoriais, de acordo com as pesquisas citada acima, Wattignies sempre teve uma rede de pedreiras subterrâneas estendidas que serviam para extrair as pedras para os castelos e outros edifícios (ainda visíveis nas casas de Wattignies e Templemars). A população refugiou-se nessas pedreiras durante as invasões e assaltos. É de se notar que a escavações preventivas em fevereiro-março de 2008 e junho-julho de 2008 mostraram quatro vestígios de grande interesse para a história de Lille : uma parte dos elementos de armaduras inglesas e de armas do século XVIII (1708), por outro lado os vestígios de uma villa galo-romana e uma estrada romana e uma funerária merovíngia. As escavações assim reveladas em fevereiro de 2008 foram rapidamente enterradas em abril e julho de 2008. A LMCU decidiu não prosseguir com estas escavações, de modo a não atrasar a construção de 145 casas individuais inicialmente previstas para janeiro de 2009. Um apelo para a reconsideração de 10 de setembro de 2008, sobre a ausência de licitação (lei 2005-809 de 20 de julho de 2005) tendo produzido um relatório.

## Lugares e monumentos

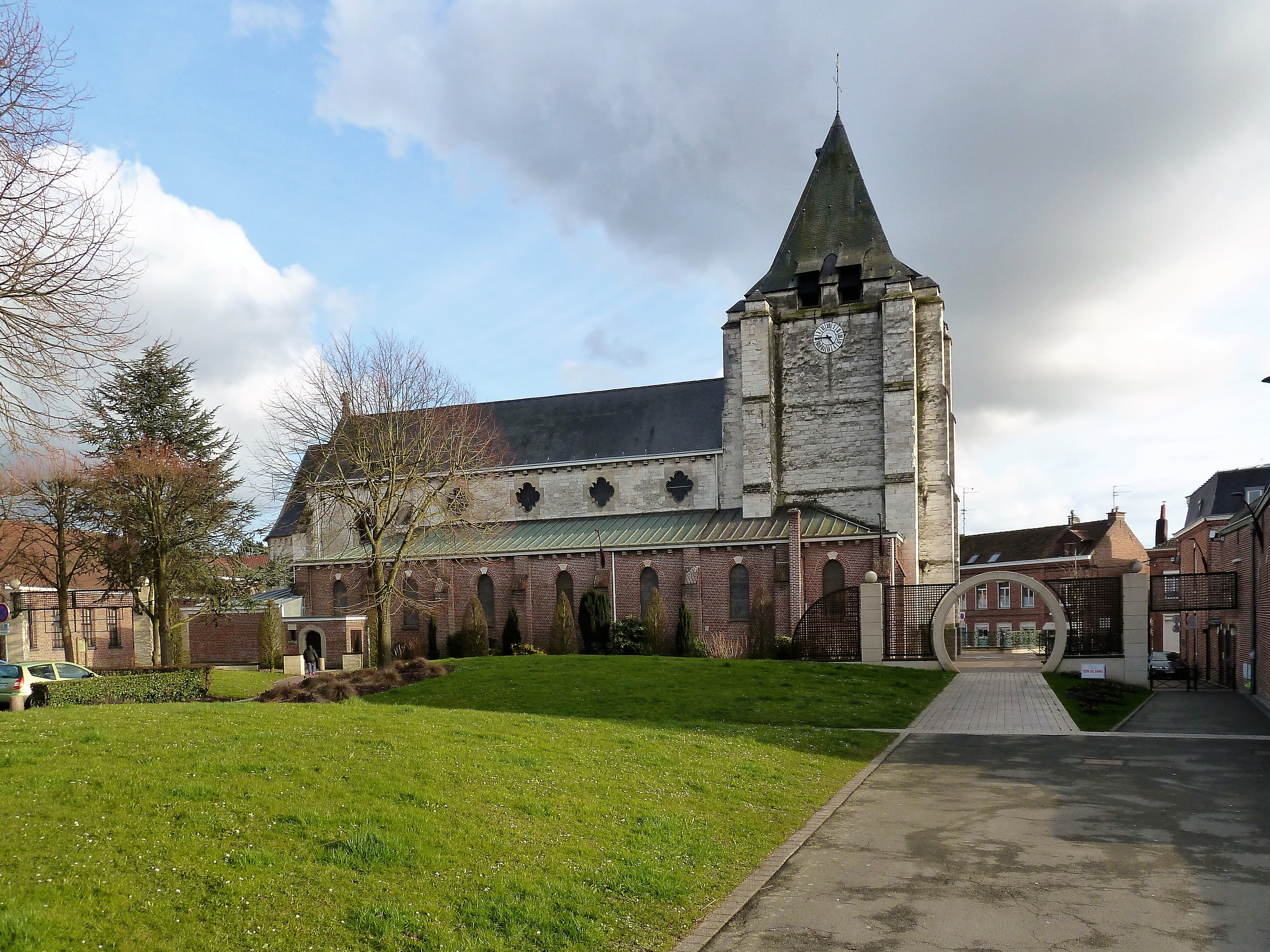
Wattignies, igreja de Saint-Lambert.

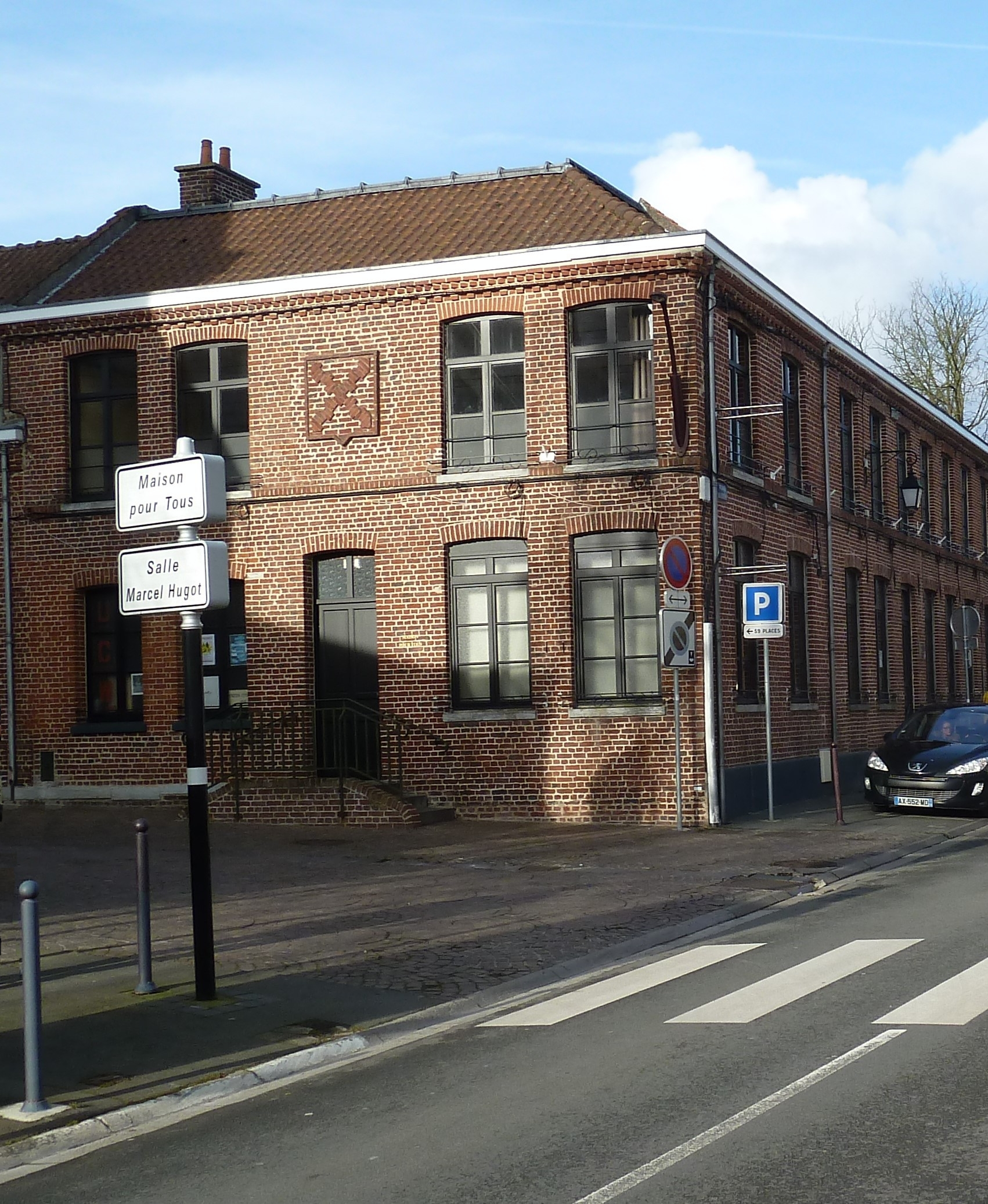
Wattignies, sala de Marcel Hugot.

- Igreja compreendendo 3 partes correspondentes a 3 épocas : a capela do século XI / XII, a torre do campanário do século XVI, a parte central e as alas dos séculos XVIII / XIX.
- Cruz de procissão  en ouro, com flores-de-lis, estimada do século XIV. Peça histórica rara na França com 4 flores com 4 embutidos (normalmente 3 flores). Sua existência é consistente com a da capela do século XII e a hipótese de um castelo do mesmo período.
- Parc du château (século XVII).
- Cervejaria Hocedez Becquart (fim do século XIX).
- Cervejaria cooperativa l'Amiteuse (início do século XX).
- Campo de batalha de Wattignies durante o cerco da cidade de Lille pelo duque de Marlborough em 1708.
- Localidade do campo de batalha no cadastro entre Wattignies e Noyelles-lez-Seclin.
- Drève du château e porta monumental do século XVII.
- Teatro ao ar livre século XVII construído por André Le Nôtre em 1640 (l'orangerie).
- Horta de 10 000 m2metro em forma de octógono orientado sudeste e sudoeste pelo uso do século XVII.
- Castanheira de mais de 400 anos de acordo com os métodos de medição utilizados para datar tal árvore. Esse castanheiro é o mais antigo de sua espécie ao norte de Paris. Esta essência foi muito procurada nos séculos XVII / XVIII para a construição, apenas as árvores em terra senhorial poderiam ser preservadas.

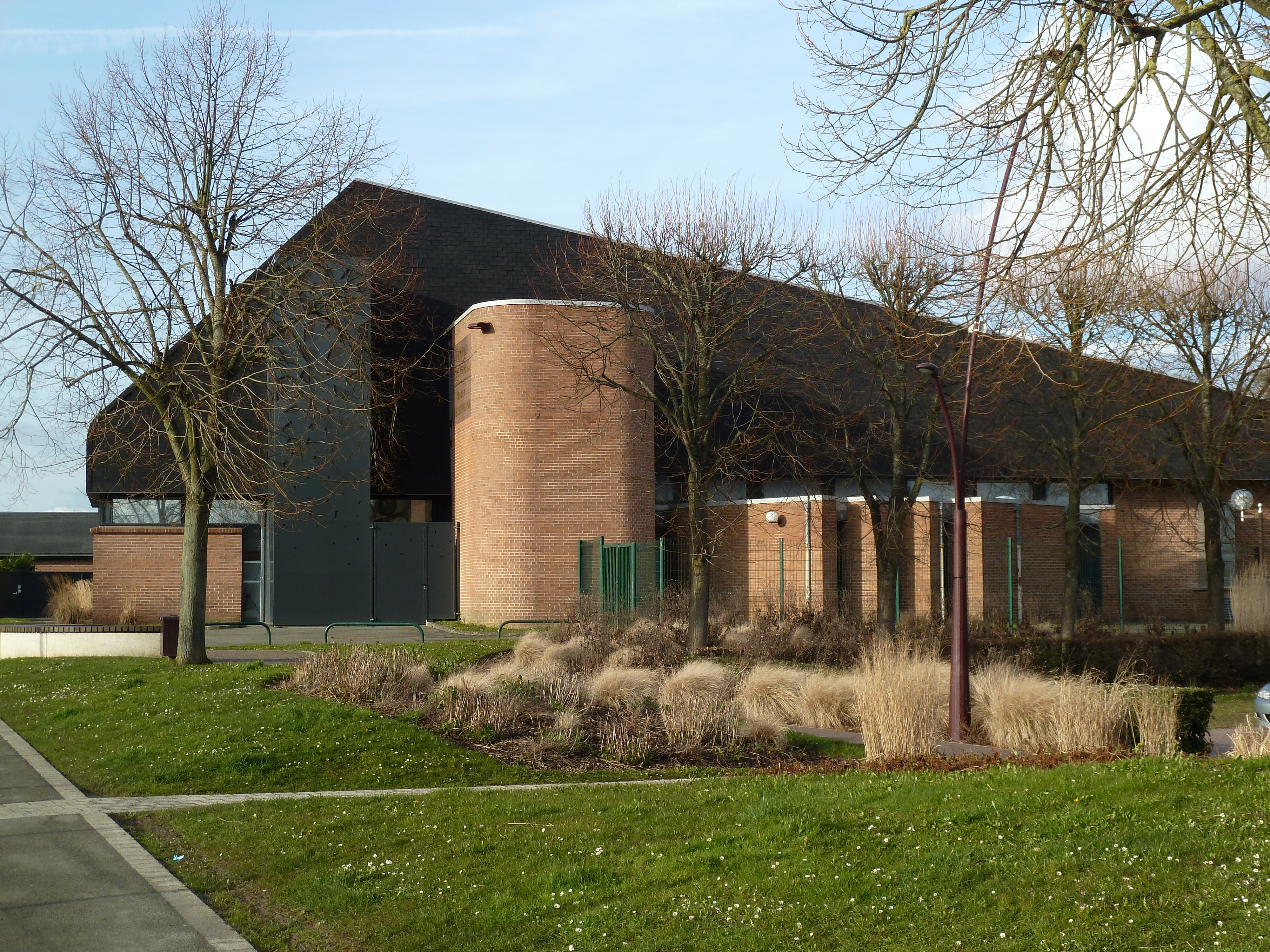
Centre culturel Robert Delefosse.
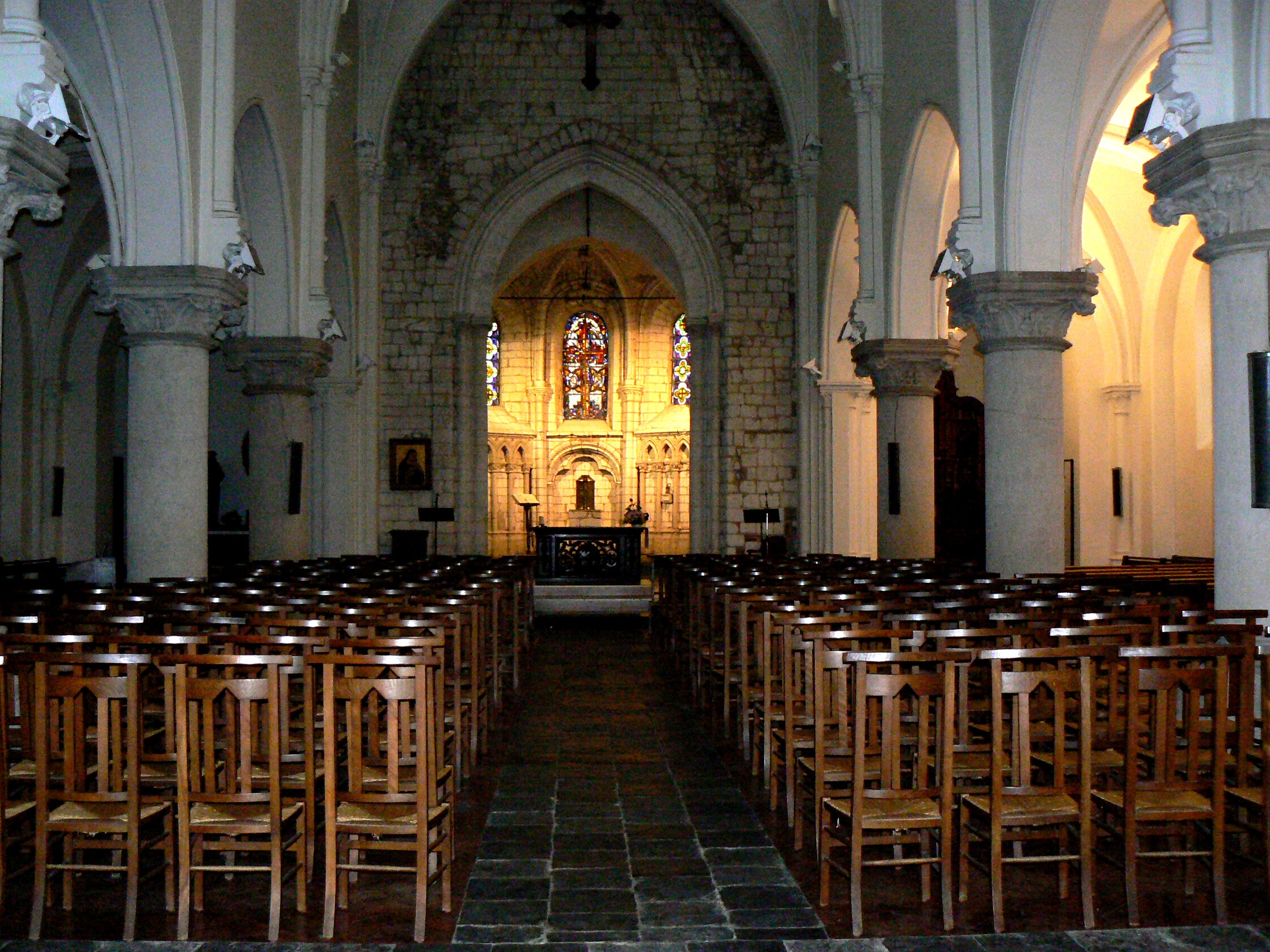
Dentro da igreja de Saint-Lambert.
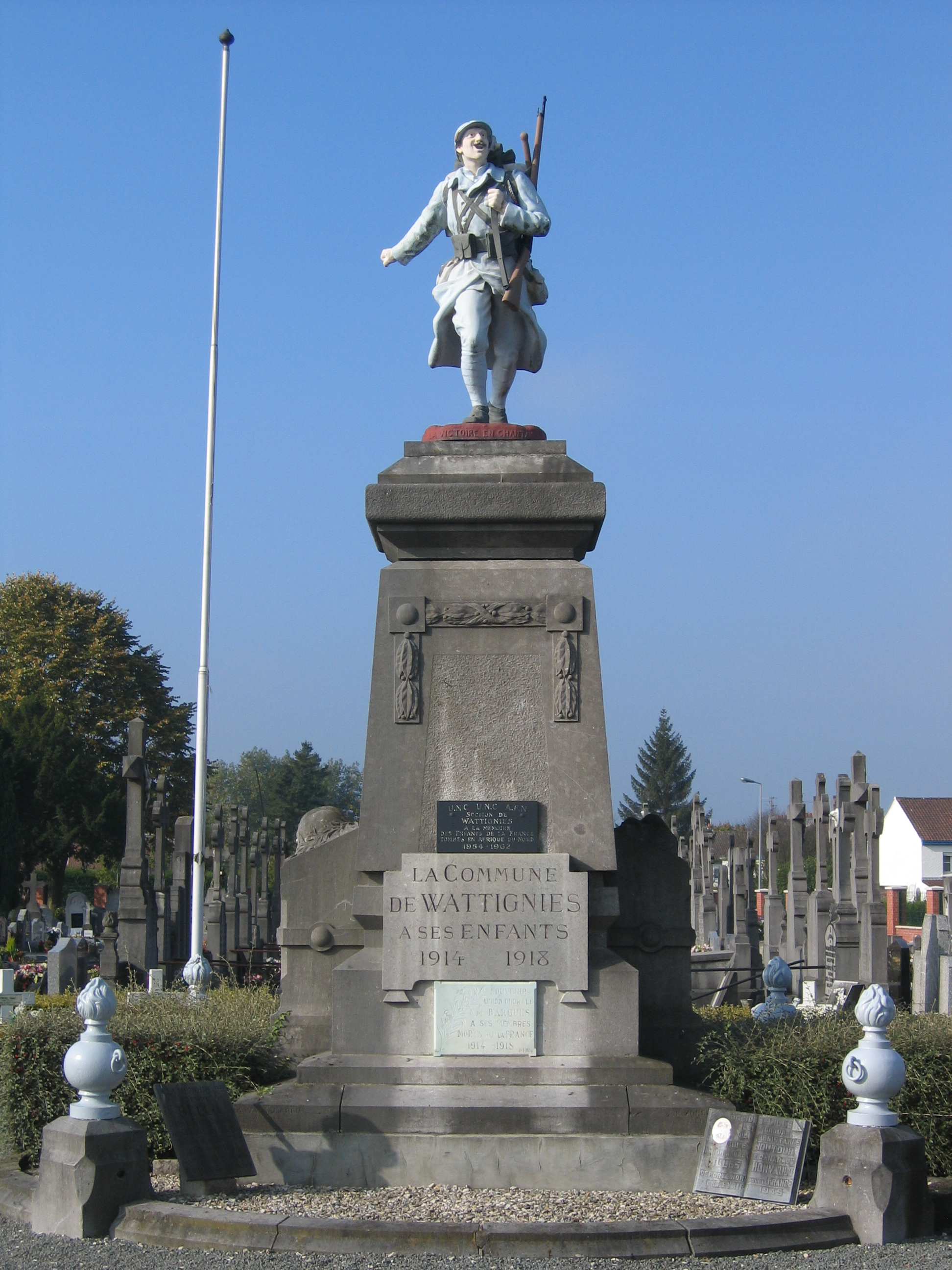
"A VITÓRIA CANTANDO", em face da morte.

## Personalidades ligadas à comuna
- Philippe de Kessel
- John Churchill (1o duque de Marlborough)
- Charles de Lannoy
- Cardinal Albert Decourtray
- Alain Decaux

## Geminação
- Broadstairs no Reino Unido (desde 1982)
- Rodenkirchen na Alemanha (desde 1973)